# Ciclism la Jocurile Olimpice de vară din 2020 - Sprint masculin pe echipe
Cursa ciclistă de sprint masculin pe echipe de la Jocurile Olimpice de vară din 2020 a avut loc pe 3 august 2021 pe Izu Velodrome,Tokyo.

## Program
Orele sunt ora Japoniei (UTC+9) 
| Data                 | Timp        | Etapă                 |
| -------------------- | ----------- | --------------------- |
| Marți, 3 august 2021 | 15:58 16:50 | Calificări Primul tur |
| Marți, 3 august 2021 | 17:35       | Finala                |

## Rezultate

### Calificări
| Loc | Țară           | Cicliști                                          | Rezultat | Note |
| --- | -------------- | ------------------------------------------------- | -------- | ---- |
| 1   | Olanda         | Roy van den Berg Harrie Lavreysen Matthijs Büchli | 42,134   | RO   |
| 2   | Marea Britanie | Ryan Owens Jack Carlin Jason Kenny                | 42,231   |      |
| 3   | Australia      | Matthew Richardson Nathan Hart Matthew Glaetzer   | 42,371   |      |
| 4   | Franța         | Florian Grengbo Sébastien Vigier Rayan Helal      | 42,722   |      |
| 5   | Noua Zeelandă  | Sam Dakin Ethan Mitchell Sam Webster              | 43,066   |      |
| 6   | COR            | Ivan Gladyshev Denis Dmitriev Pavel Yakushevskiy  | 43,097   |      |
| 7   | Germania       | Timo Bichler Stefan Bötticher Maximilian Levy     | 43,140   |      |
| 8   | Polonia        | Mateusz Rudyk Patryk Rajkowski Krzysztof Maksel   | 43,516   |      |

### Primul tur
| Loc | Serie | Țară           | Cicliști                                           | Rezultat | Note    |
| --- | ----- | -------------- | -------------------------------------------------- | -------- | ------- |
| 1   | 4     | Olanda         | Jeffrey Hoogland Harrie Lavreysen Roy van den Berg | 41,431   | CFA, RO |
| 2   | 3     | Marea Britanie | Jack Carlin Jason Kenny Ryan Owens                 | 41,829   | CFA     |
| 3   | 2     | Australia      | Matthew Glaetzer Nathan Hart Matthew Richardson    | 42,103   | CFB     |
| 4   | 1     | Franța         | Florian Grengbo Rayan Helal Sébastien Vigier       | 42,294   | CFB     |
| 5   | 3     | Germania       | Timo Bichler Stefan Bötticher Maximilian Levy      | 42,733   |         |
| 6   | 2     | COR            | Denis Dmitriev Ivan Gladyshev Pavel Yakushevskiy   | 42,915   |         |
| 7   | 1     | Noua Zeelandă  | Sam Dakin Ethan Mitchell Sam Webster               | 42,978   |         |
| 8   | 4     | Polonia        | Krzysztof Maksel Patryk Rajkowski Mateusz Rudyk    | 43,307   |         |

### Finale
| Loc                            | Țară           | Cicliști                                           | Rezultat | Note |
| ------------------------------ | -------------- | -------------------------------------------------- | -------- | ---- |
| Finala pentru medalia de aur   |                |                                                    |          |      |
| 1                              | Olanda         | Jeffrey Hoogland Harrie Lavreysen Roy van den Berg | 41,369   | RO   |
| 2                              | Marea Britanie | Jack Carlin Jason Kenny Ryan Owens                 | 44,589   |      |
| Finala pentru medalia de bronz |                |                                                    |          |      |
| 3                              | Franța         | Florian Grengbo Rayan Helal Sébastien Vigier       | 42,331   |      |
| 4                              | Australia      | Matthew Glaetzer Nathan Hart Matthew Richardson    | 44,013   |      |
| Finala pentru locul 5          |                |                                                    |          |      |
| 5                              | Germania       | Timo Bichler Stefan Bötticher Maximilian Levy      |          |      |
| 6                              | COR            | Denis Dmitriev Ivan Gladyshev Pavel Yakushevskiy   | FS       |      |
| Finala pentru locul 7          |                |                                                    |          |      |
| 7                              | Noua Zeelandă  | Ethan Mitchell Callum Saunders Sam Webster         | 43,703   |      |
| 8                              | Polonia        | Krzysztof Maksel Patryk Rajkowski Mateusz Rudyk    | 46,431   |      |